# 民谣摇滚
民謠摇滚，又稱為民間搖滾（英語：Folk rock）是一种把民谣音樂与摇滚音乐相结合形成的音乐流派。这个名称最初在狭义上是指1960年代中期在美国和英国产生的此种音乐类型。這種流派的出現在英國的樂團如披頭四樂團、搜索者樂團和動物樂團以及美國的鲍勃·迪伦和飛鳥樂隊，他們將傳統的民間音樂以搖滾方式創作和表演歌曲，並且使用搖滾樂器來表演歌曲。民謠搖滾這個名詞最早是被美國音樂出版社在1965年6月用來描述飛鳥樂團當月所發行的專輯。